# Рунку (Бакеу)
Рунку (рум. Runcu) — село у повіті Бакеу в Румунії. Адміністративно підпорядковане місту Бухуші.
Село розташоване на відстані 261 км на північ від Бухареста, 23 км на північний захід від Бакеу, 78 км на південний захід від Ясс, 149 км на північний схід від Брашова.

## Населення
За даними перепису населення 2002 року у селі проживали 112 осіб, усі — румуни. Усі жителі села рідною мовою назвали румунську.